# 斯巴達 (紐約州西徹斯特縣)
斯巴達（英語：Sparta）是位於美國紐約州西徹斯特縣的非建制地區。

## 地理
斯巴達所處的海拔為高於海平面17米（即56英呎），而該地所採用的時區為UTC-5，即北美东部时区（EST）。同時該地設有夏令時間，為UTC-5調快一小時，即UTC-4（EDT）。